# Srnčí vrch
Srnčí vrch (również Smrčí vrch ; historyczna nazwa niem. Ribich Berg, cz. Orlíček) – szczyt (góra) o wysokości 1026 m n.p.m. (podawana jest też wysokość 1026,5 m n.p.m.  ) w paśmie górskim Wysokiego Jesionika (cz. Hrubý Jeseník), w północno-wschodnich Czechach, w Sudetach Wschodnich, na Śląsku, w obrębie gminy Jesionik (cz. Jeseník), oddalony o około 11,6 km na północny wschód od szczytu góry Pradziad (cz. Praděd). Rozległość góry (powierzchnia stoków) szacowana jest na około 3,2 km², a średnie nachylenie wszystkich stoków wynosi około 13°.

## Charakterystyka

### Lokalizacja
Góra Srnčí vrch położona jest w północnym rejonie całego pasma Wysokiego Jesionika, leżąca w części Wysokiego Jesionika, w północnym obszarze (mikroregionu) o nazwie Masyw Orlíka (cz. Medvědská hornatina), na jednym z czterech ramieni bocznych tego Masywu – łukowatym grzbiecie góry Dlouhá hora, ciągnącym się od przełęczy Kristovo loučení do przełęczy Rejvíz, a jednocześnie jest ona widoczna jako trzecia w sekwencji szczytów mających podobne wysokości (ok. 1050 m n.p.m.): Orlik–Z, Orlík–SZ i Srnčí vrch, poczynając od przełęczy Kristovo loučení. Góra ma lekko łukowaty grzbiet, usytuowany na kierunku południe – północ. Jest rozpoznawalna w najbliższym wachlarzu kierunków od zachodnich do południowo-zachodnich (m.in. ze stoków sąsiednich gór Malé Bradlo i Velké Bradlo), gdzie można ją rozpoznać po charakterystycznych przecinkach stokowych, powodujących widoczne „wyzębienie” drzewostanu na wierzchołku. Ponadto jest widoczna m.in. z osady Rejvíz. Jest szczytem praktycznie trudno rozpoznawalnym i ledwo co widocznym m.in. z drogi okalającej połać szczytową góry Pradziad (szczyt widoczny na lewo powyżej linii patrzenia w kierunku góry Osikový vrch), a z innego charakterystycznego punktu widokowego – z drogi okalającej szczyt góry Dlouhé stráně – również trudno rozpoznawalny (szczyt widoczny powyżej linii patrzenia w kierunku góry Malý Jezerník). 
Górę ograniczają: od południowego wschodu mało wybitna przełęcz o wysokości 1009 m n.p.m. w kierunku szczytu Orlík–SZ, od południowego zachodu dolina nienazwanego potoku, będącego dopływem potoku o nazwie Šumný potok, od zachodu dolina potoku Šumný potok oraz żleb o nazwie (cz. Suchý žleb), od północnego zachodu mało wybitna przełęcz o wysokości 906 m n.p.m. w kierunku szczytu Dlouhá hora, od północy przełęcz Zadní Jestřábí w kierunku szczytu Kazatelny oraz od północnego wschodu dolina potoku Czarna Opawa (cz. Černá Opava). W otoczeniu góry znajdują się następujące szczyty: od południowego wschodu Orlík–SZ i Velké Bradlo, od południa Velké Bradlo–Z, od południowego zachodu Malé Bradlo, od zachodu Kamenec (3), od północnego zachodu Dlouhá hora, Březový vrch i Peklo (dwa ostatnie szczyty leżą w Górach Opawskich (cz. Zlatohorská vrchovina)), od północy Tisový–J (szczyt leży już w Górach Opawskich), od północnego wschodu Kazatelny oraz od wschodu Stará hora.

### Stoki
W obrębie góry można wyróżnić pięć następujących zasadniczych stoków:
- południowo-zachodni
- zachodni o nazwie Cikánka
- północne o nazwach U Bunkru, Spálená, Na Můstku
- północno-wschodni o nazwie Nad Opavou
- południowo-wschodni

Występują tu wszystkie typy zalesienia: bór świerkowy, las mieszany oraz las liściasty, przy czym zdecydowanie dominuje zalesienie borem świerkowym. Stok północno-wschodni pokryty jest w większości gęstym borem świerkowym, natomiast pozostałe stoki pokryte są poza borem świerkowym, również lasem mieszanym i lasem liściastym. Niemalże wszystkie stoki, poza stokiem północno-wschodnim charakteryzują się znaczną zmiennością wysokości zalesienia, z występującymi znacznymi przecinkami i polanami oraz nieznacznymi ogołoceniami. W obrębie góry brak jest grup skalnych czy większych pojedynczych skalisk.
Stoki mają przeważnie niejednolite i zróżnicowane nachylenia. Średnie nachylenie stoków waha się bowiem od 5° (stok południowo-wschodni) do 26° (stok południowo-zachodni). Średnie nachylenie wszystkich stoków góry (średnia ważona nachyleń stoków) wynosi około 13°. Maksymalne średnie nachylenie stoku południowo-zachodniego, na wysokościach około 930 m n.p.m., na odcinku 50 m nie przekracza 35°. Przez stoki południowo-zachodni i zachodni przebiega asfaltowa droga o nazwie (cz. Cesta svobody). Ponadto stoki pokryte są siecią innych dróg (m.in. Hlavní česká cesta, Kamenitá cesta, Resonanční cesta czy Suchá cesta) oraz na ogół nieoznakowanych ścieżek i duktów. Przemierzając je zaleca się korzystanie ze szczegółowych map, z uwagi na zawiłości ich przebiegu, zalesienie oraz zorientowanie w terenie.

### Szczyt

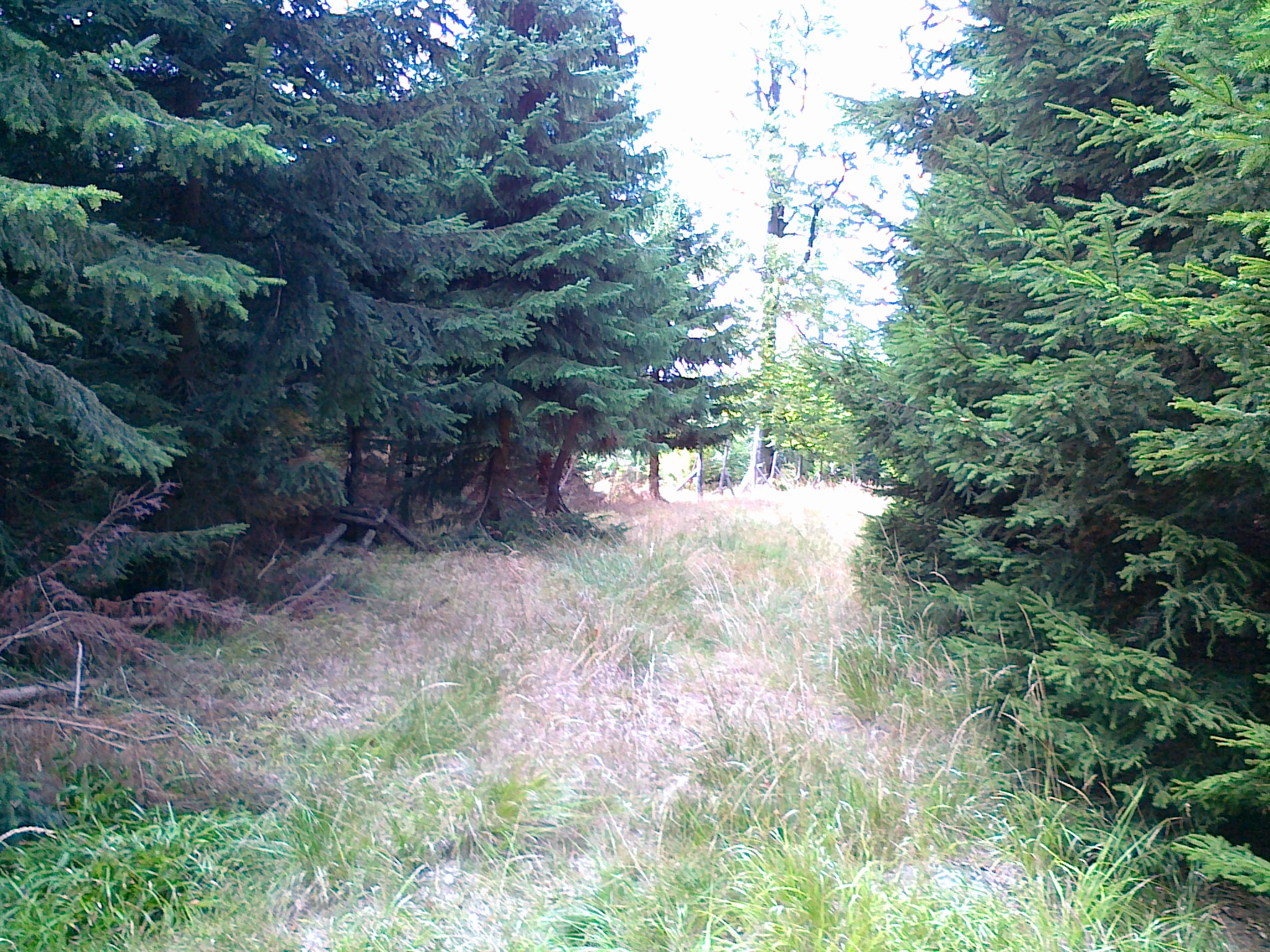
Połać szczytowa góry Srnčí vrch (2016 rok)

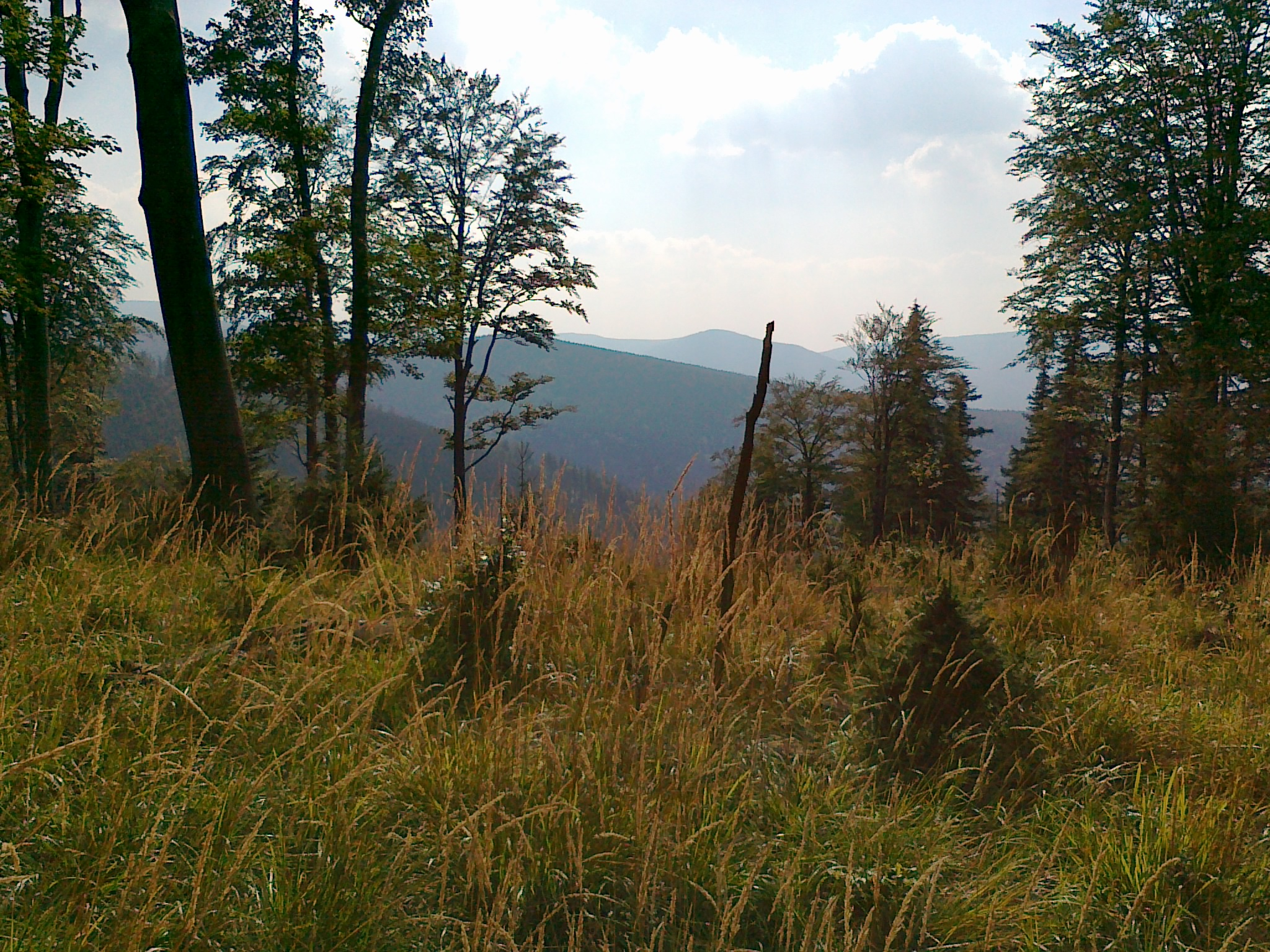
Widok z przecinki szczytowej góry Srnčí vrch na góry Malé Bradlo oraz Výrovka, Velký Klín i Jeřáb (w dali), po lewej stok góry Velké Bradlo–Z (2016 rok)

Srnčí vrch jest szczytem pojedynczym. Na szczyt nie prowadzi żaden znakowany szlak turystyczny. Przez połać szczytową przechodzi ścieżka główna w kierunku drugorzędnych szczytów Orlik–Z i Orlík–SZ oraz dalej do przełęczy Kristovo loučení. Szczyt znajduje się niemal przy ścieżce głównej w zalesieniu borem świerkowym, pokryty trawą wysokogórską. Z uwagi na zalesienie nie jest on punktem widokowym, natomiast z przecinek na połaci szczytowej można dostrzec m.in. góry Malé Bradlo i Velké Bradlo. Ponadto na połaci szczytowej znajduje się odgrodzony areał, wyodrębniony przez służby leśne (podobnie jak m.in. na szczycie góry Orlík). Na połaci szczytowej znajduje się punkt geodezyjny, oznaczony na mapach geodezyjnych numerem (18.), o wysokości 1026,46 m n.p.m. oraz współrzędnych geograficznych (50°11′03,16″N 17°16′05,72″E/50,184211 17,268256), oddalony o około 5 m na południe od szczytu. Państwowy urząd geodezyjny o nazwie (cz. Český úřad zeměměřický a katastrální (CÚZK)) w Pradze podaje jako najwyższy punkt góry – szczyt – o wysokości 1026,4 m n.p.m. i współrzędnych geograficznych (50°11′03,3″N 17°16′05,7″E/50,184250 17,268250). 
Zalecane dojście do szczytu następuje z żółtego szlaku turystycznego , oraz skrzyżowania turystycznego o nazwie (cz. Kristovo loučení). W odległości około 90 m od wiaty turystycznej idąc z tego skrzyżowania w stronę skrzyżowania o nazwie (cz. Opavská chata) należy skręcić w lewo na prosto biegnącą grzbietem drugorzędnych szczytów Orlík–Z i Orlík–SZ, nieoznakowaną drogę, przechodząc po niej odcinek o długości około 1,2 km oraz dochodząc w ten sposób do przełęczy z górą Srnčí vrch i skrzyżowania ścieżek. Następnie ze skrzyżowania tego należy skręcić w lewo podchodząc ścieżką, łagodnym stokiem o długości około 200 m do połaci szczytowej.

### Geologia
Pod względem geologicznym masyw góry Srnčí vrch należy do jednostki określanej jako kopuła Desny i zbudowany jest ze skał metamorficznych, głównie: blasto-mylonitów, fyllitów (biotytów, chlorytów i muskowitów), gnejsów, łupków łyszczykowych (staurolitu, chlorytoidu, granatu, sillimanitu), łupków zieleńcowych, kwarcytów, amfibolitów, stromatytów, skał magmowych, głównie meta-granitoidów oraz skał osadowych, głównie meta-zlepieńców.

### Wody
Grzbiet główny (grzebień) góry Pradziad, biegnący od przełęczy Skřítek do przełęczy Červenohorské sedlo oraz dalej do przełęczy Ramzovskiej (cz. Ramzovské sedlo) jest częścią granicy Wielkiego Europejskiego Działu Wodnego, dzielącej zlewiska Morza Bałtyckiego i Morza Czarnego . 
Szczyt wraz ze stokami góry Srnčí vrch położony jest na północny wschód od tej granicy, należy więc do zlewni Morza Bałtyckiego, do którego płyną wody m.in. z dorzecza rzeki Odry, będącej przedłużeniem płynących z tej części Wysokiego Jesionika górskich potoków (m.in. płynących w pobliżu góry potoków o nazwach Šumný potok czy Czarna Opawa). Ze stoku zachodniego biorą swój początek dwa krótkie nienazwane potoki, będące dopływami  potoku Šumný potok. Z uwagi na stosunkowo łagodne nachylenia stoków, w obrębie góry nie występują m.in. wodospady czy kaskady.

## Ochrona przyrody
Cała góra znajduje się w obrębie wydzielonego obszaru objętego ochroną o nazwie Obszar Chronionego Krajobrazu Jesioniki (cz. Chráněná krajinná oblast (CHKO) Jeseníky), a utworzonego w celu ochrony utworów skalnych, ziemnych i roślinnych oraz rzadkich gatunków zwierząt. Na stokach nie utworzono żadnych rezerwatów przyrody lub innych obiektów nazwanych pomnikami przyrody. Ponadto na obszarze góry nie wytyczono żadnych ścieżek dydaktycznych.

## Turystyka
Na górze Srnčí vrch nie ma żadnego schroniska turystycznego lub hotelu górskiego. Do najbliższej osady Dětřichov z bazą pensjonatów jest od szczytu około 4 km w kierunku północno-zachodnim, do miejscowości Bělá pod Pradědem z bazą hoteli i pensjonatów jest od szczytu około 5 km w kierunku zachodnim oraz do osady Rejvíz z bazą pensjonatów około 5,5 km w kierunku północno-wschodnim.

### Chaty łowieckie
Na stokach góry położone są dwie chaty, ale nie mają one charakteru typowych schronisk turystycznych, a które zalicza się do tzw. chat łowieckich. Dojście do nich następuje nieoznakowanymi ścieżkami przy użyciu szczegółowych map.
| Chaty na stokach góry Srnčí vrch |                |                        |                                                                                     |                                               |
| Lp.                              | Chata          | Odległość od szczytu m | Lokalizacja                                                                         | Współrzędne geograficzne                      |
| 1                                | Cikánka        | 1100 na zachód         | u podnóża stoku południowo-zachodniego, blisko doliny potoku Šumný potok            | 50°10′57,4″N 17°15′11,0″E/50,182611 17,253056 |
| 2                                | Jestřábí chata | 1350 na północ         | blisko skrzyżowania turystycznego (cz. U Jestřábí chaty) i przełęczy Zadní Jestřábí | 50°11′46,9″N 17°16′15,3″E/50,196361 17,270917 |

### Szlaki turystyczne
Klub Czeskich Turystów (cz. Klub Českých Turistů) wytyczył w obrębie góry dwa szlaki turystyczne na trasach:
 Vrbno pod Pradědem – góra Pytlák – Kamzičí skála (2) – góra Medvědí vrch – góra Medvědí louka – dolina potoku Šumný potok – góra Velké Bradlo – Adolfovice
 Rejvíz – narodowy rezerwat przyrody Rejvíz – góra Přední Jestřábí – góra Přední Jestřábí–JZ – szczyt Kazatelny–SV – szczyt Kazatelny – przełęcz Kristovo loučení – góra Medvědí louka – góra Ostruha–JV – góra Jelení loučky – góra Děrná – góra Ztracený vrch – góra Lysý vrch – góra Osikový vrch – przełęcz Videlské sedlo – góra Malý Děd – schronisko Švýcárna

### Szlaki rowerowe i trasy narciarskie
Przez stoki góry wyznaczono dwa szlaki rowerowe na trasach:
 Horní Lipová – góra Sněhulák – góra Strmý – góra Miroslav – przełęcz Sedlo pod Javoříkem – góra Javořík – góra Javořík–SV – góra Nad Bobrovníkem – Adolfovice – dolina potoku Šumný potok – góra Dlouhá hora – góra Srnčí vrch – Orlík–SZ – góra Velké Bradlo–Z – góra Velké Bradlo – Pod Velkým Bradlem
 Rejvíz – góra Přední Jestřábí – Kazatelny–SV – góra Kazatelny – góra Srnčí vrch – góra Dlouhá hora – Dětřichov
W okresach ośnieżenia wzdłuż szlaków rowerowych i żółtego szlaku turystycznego  przebiegają trasy narciarstwa biegowego. W obrębie góry nie poprowadzono żadnej trasy narciarstwa zjazdowego.